# Michael Marrone (futbolista)
Michael Marrone (Adelaida, Australia, 27 de enero de 1987) es un futbolista australiano de origen italiano. Juega de defensor y su actual equipo es Adelaide United.

## Selección
Ha sido internacional con la Selección de fútbol de Australia en 1 ocasión anotando 1 gol.

## Clubes
| Club                  | País      | Año           |
| --------------------- | --------- | ------------- |
| Kingston City FC      | Australia | 2006-2007     |
| Para Hills Knights    | Australia | 2007          |
| Adelaide United       | Australia | 2007-2010     |
| Melbourne City        | Australia | 2010-2012     |
| Shanghai Shenxin F.C. | China     | 2013          |
| Adelaide United       | Australia | 2013-presente |